# Mvomero
Mvomero es un valiato de Tanzania perteneciente a la región de Morogoro.
En 2012, el valiato tenía una población de 312 109 habitantes, de los cuales 37 321 vivían en la kata de Mvomero.
El valiato se ubica en el norte de la región y su territorio limita con las regiones de Tanga y Pwani. La localidad se ubica unos 30 km al noroeste de la capital regional Morogoro, sobre la carretera B129 que lleva a Dodoma.

## Subdivisiones
Se divide en las siguientes 17 katas:
- Bunduki
- Diongoya
- Doma
- Hembeti
- Kanga
- Kibati
- Kikeo
- Langali
- Maskati
- Melela
- Mhonda
- Mlali
- Mtibwa
- Mvomero
- Mzumbe
- Sungaji
- Tchenzema